# Вербовский, Георгий Петрович
Георгий Петрович Вербовский (8 июня 1939, Харьков — 12 сентября 2019) — советский футболист, полузащитник. Мастер спорта СССР (1962). Тренер.

## Карьера

### Клубная
Начал заниматься футболом в белорусском городе Лида в 1950 году. С 1954 года, после переезда в Калининград, занимался в юношеской команде «Авангард» при местной детско-юношеской школе олимпийского резерва. В 17 лет попал в местный «Пищевик» игравший в классе «Б». В калининградском клубе, переименованном в «Балтику», Вербовский провёл за основной состав шесть сезонов, был капитаном команды.
Несколько игроков «Крыльев Советов», игравших за «Балтику», в 1961 году, вернулись в Куйбышев. Николай Поздняков рекомендовал тренерам «Крыльев» обратить внимание на своего бывшего одноклубника. Вербовского оперативно перевезли в Куйбышев, однако тренер «Балтики» написал в Москву жалобу и футбольная федерация запретила переход игрока. В 1962 году Георгий сыграл несколько международных матчей за сборную РСФСР, за что получил звание мастера спорта и приглашения от московских ЦСКА и «Локомотива». В 1963 году со второй попытки перешёл в «Крылья Советов». Дебютировал за основной состав нового клуба 3 сентября того же года в гостевой встрече с московским «Спартаком», заменив на 71-й минуте Виктора Липатова. 23 октября 1963 года в игре против «Кайрата» забил свой первый гол в классе «А». За «Крылья» он провёл 88 встреч, в которых трижды забивал голы.
В 1969 году вернулся в калининградскую «Балтику», где провёл один сезон. С 1970 по 1972 годы защищал цвета нальчикского «Автомобилиста», где и завершил карьеру игрока.

### Тренерская
Тренерскую карьеру Вербовский начал в 1975 году, когда работал тренером в куйбышевской СДЮШОР № 11 «Восход». С 1976 по 1980 годы был помощником Виктора Кирша в «Крыльях Советов». С 1981 по 1983 годы работал на аналогичной должности в горьковской «Волге». В 1984 был тренером в куйбышевской ШВСМ. Спустя год, по приглашению Виктора Кирша, вошёл в тренерский штаб черкесского «Нарта». Кирш вскоре покинул команду, а Вербовский, став главным тренером, проработал в Черкесске ещё два сезона.
С 1988 по 1990 годы тренировал куйбышевский «Нефтяник». В 1991—1992 годах был старшим преподавателем физкультуры в СГПИ. В 1993 году вновь стал помощником Виктора Кирша, на этот раз в самарской команде второй лиги — СКД. Спустя сезон Вербовский возглавил ФК СКД и руководил им до 1996 года. С 1996 по 2001 год работал тренером в самарской СДЮШОР № 5. В 1999 возглавил похвистневский «Нефтяник», однако после первого круга команда снялась из-за финансовых проблем. По состоянию на 2009 год работал тренером в самарской ГУДО СДЮСШОР.

## Достижения
- Чемпион РСФСР: 1970[3].
- Победитель зонального турнира среди команд второй лиги: 1971.

## Семья
В Куйбышеве женился. Там родились сын Денис и дочь Анжелика.

## Статистика выступлений
| Команда                   | Сезон            | Чемпионат        | Чемпионат | Чемпионат | Кубок | Кубок | Прочее | Прочее | Итого | Итого |
| Команда                   | Сезон            | Уров.            | Игры      | Голы      | Игры  | Голы  | Игры   | Голы   | Игры  | Голы  |
| ------------------------- | ---------------- | ---------------- | --------- | --------- | ----- | ----- | ------ | ------ | ----- | ----- |
| Балтика (Калининград)     | 1957             | II               | 15        | 0         | 0     | 0     | 0      | 0      | 15    | 0     |
| Балтика (Калининград)     | 1958             | II               | 24        | 1         | 1     | 0     | 0      | 0      | 25    | 1     |
| Балтика (Калининград)     | 1959             | II               | 20        | 1         | 1     | 0     | 0      | 0      | 21    | 1     |
| Балтика (Калининград)     | 1960             | II               | 23        | 3         | 0     | 0     | 0      | 0      | 23    | 3     |
| Балтика (Калининград)     | 1961             | II               | 24        | 1         | 4     | 1     | 0      | 0      | 28    | 2     |
| Балтика (Калининград)     | 1962             | II               | 22        | 4         | 3     | 0     | 0      | 0      | 25    | 4     |
| Балтика (Калининград)     | Итого            | Итого            | 128       | 10        | 9     | 1     | 0      | 0      | 137   | 11    |
| Крылья Советов (Куйбышев) | 1963             | I                | 10        | 1         | 0     | 0     | 0      | 0      | 10    | 1     |
| Крылья Советов (Куйбышев) | 1964             | I                | 12        | 0         | 0     | 0     | 0      | 0      | 12    | 0     |
| Крылья Советов (Куйбышев) | 1965             | I                | 5         | 0         | 0     | 0     | 0      | 0      | 5     | 0     |
| Крылья Советов (Куйбышев) | 1966             | I                | 24        | 1         | 0     | 0     | 0      | 0      | 24    | 1     |
| Крылья Советов (Куйбышев) | 1967             | I                | 17        | 0         | 0     | 0     | 0      | 0      | 17    | 0     |
| Крылья Советов (Куйбышев) | 1968             | I                | 20        | 1         | 0     | 0     | 0      | 0      | 20    | 1     |
| Крылья Советов (Куйбышев) | Итого            | Итого            | 88        | 3         | 0     | 0     | 0      | 0      | 88    | 3     |
| Балтика (Калининград)     | 1969             | II               | 38        | 2         | 0     | 0     | 0      | 0      | 38    | 2     |
| Автомобилист (Нальчик)    | 1970             | III              | 41        | 5         | 2     | 0     | 3      | 0      | 46    | 5     |
| Автомобилист (Нальчик)    | 1971             | III              | 16*       | 1         | 0     | 0     | 0*     | 0      | 16*   | 1     |
| Автомобилист (Нальчик)    | 1972             | II               | 28        | 2         | 0     | 0     | 0      | 0      | 28    | 2     |
| Автомобилист (Нальчик)    | Итого            | Итого            | 85*       | 8         | 2     | 0     | 3*     | 0      | 90*   | 8     |
| Всего за карьеру          | Всего за карьеру | Всего за карьеру | 339*      | 23        | 11    | 1     | 3*     | 0      | 353*  | 24    |

Примечание: знаком * отмечены ячейки, данные в которых, возможно, неполные из-за отсутствия протоколов второго круга первенства 1971 года, а также протоколов турнира за право выхода в Первую лигу 1971 года.
Источники:
- Статистика выступлений взята со спортивного медиа-портала FootballFacts.ru Архивная копия от 3 ноября 2014 на Wayback Machine

## Статистика в качестве главного тренера
| Клуб                     | Страна      | Начало работы | Окончание работы | Результаты | Результаты | Результаты | Результаты | Результаты | Результаты | Результаты |
| Клуб                     | Страна      | Начало работы | Окончание работы | И          | В          | Н          | П          | В %        | Н %        | П %        |
| ------------------------ | ----------- | ------------- | ---------------- | ---------- | ---------- | ---------- | ---------- | ---------- | ---------- | ---------- |
| «СКД» (Самара)           | Флаг России | 1994          | 1995             | 72         | 36         | 10         | 26         | 50.00      | 13.89      | 36.11      |
| «Нефтяник» (Похвистнево) | Флаг России | 1999          | июнь 1999        | 13         | 3          | 2          | 8          | 23.08      | 15.38      | 38.46      |

Источники:
- Статистика выступлений взята со спортивного медиа-портала FootballFacts.ru Архивная копия от 3 ноября 2014 на Wayback Machine